# Nakamura Shigekazu
Shigekazu Nakamura (中村 重和, sinh ngày 30 tháng 7 năm 1958) là một huấn luyện viên và cựu cầu thủ bóng đá người Nhật Bản.

## Sự nghiệp Huấn luyện viên
Shigekazu Nakamura đã dẫn dắt Avispa Fukuoka.